# Louis-Ambroise Dubut
Louis-Ambroise Dubut (París, 1769 - 1846) fue un arquitecto y diseñador francés, alumno de Claude-Nicolas Ledoux que obtuvo el gran premio de arquitectura del Premio de Roma en 1797. Fue miembro de la Escuela francesa de Roma y expuso en los Salones de 1802 y 1804. 
Fue autor de un tratado de Architecture Civil editado en 1800, en el que desarrolla las nuevas teorías derivadas de la arquitectura visionaria.

## Realizaciones
Bajo el Primer Imperio (1804-1815), construyó el hotel de la Prefectura del departamento de la Roer en Aquisgrán. A petición del gobierno en 1812, reformó en profundidad el antiguo castillo de Gaillon para convertirlo en una casa central de detención.
Construyó el mercado de los Blancs-Manteaux y el mercado Beauvau (1843) en París, una casa de detención en Ensisheim (1810-1811), un centro de mendigos en Caen, un centro de mendigos y un almacén de trigo en Saint-Dizier en 1811 (que dio paso al teatro municipal en 1860), los baños civiles en Bourbonne.
Se le debe también la esclusa de Anglure.
Su firma aparece en el mapa del hôtel-Dieu Saint-Nicolas de Melun (utilizado como prisión en el siglo XVIII) sobre papel de acuarela fechado el 18 de junio de 1813, firmado por Chamblain (arquitecto) y Dubut (arquitecto).
Después de 1814, se fue a Rusia, donde estuvo empleado en las colonias militares por los emperadores Alejandro y Nicolás y fue integrante de la Academia de las artes de San Petersburgo.
Hizo su entrada en la Société centrale des architectes français en 1840.

Obras de Dubut
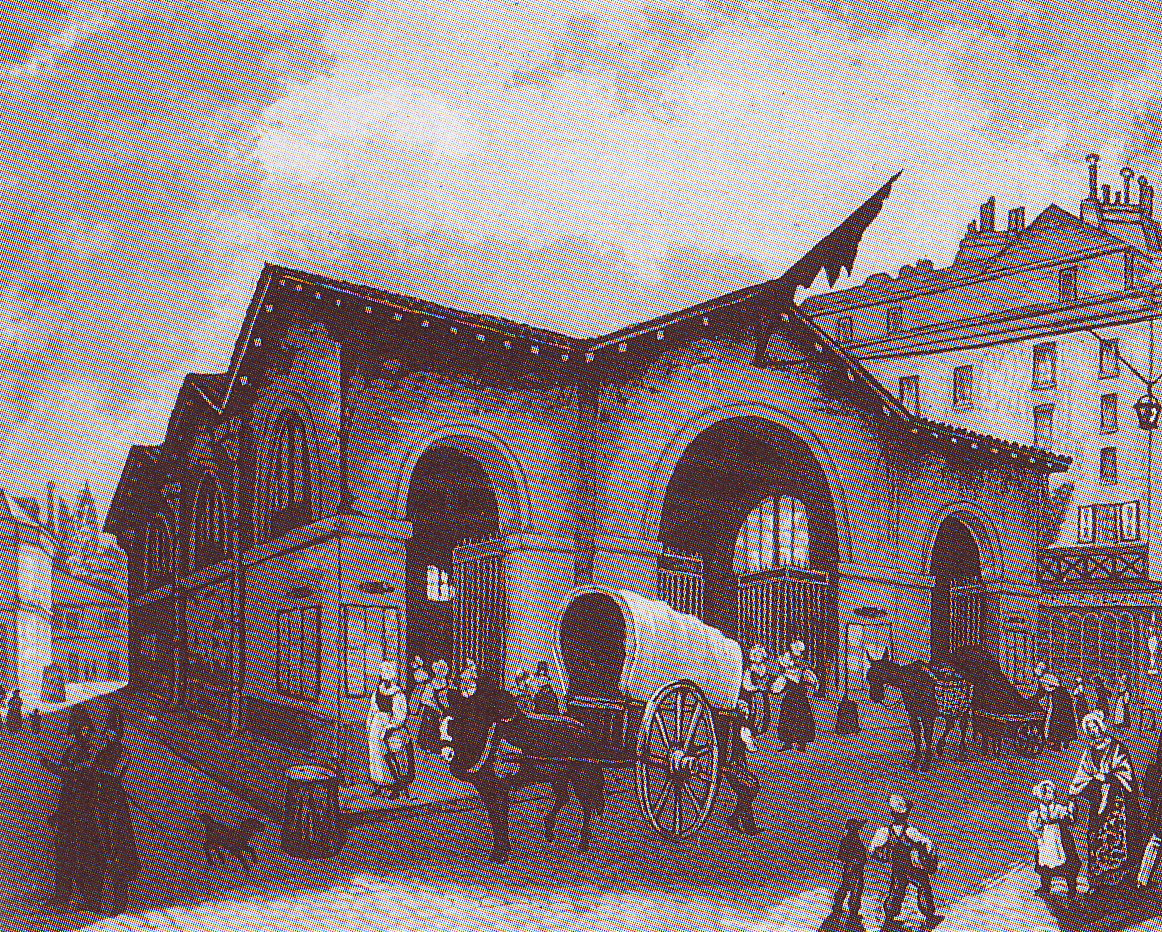
Mercado Blancs-Manteaux hacia 1820, París
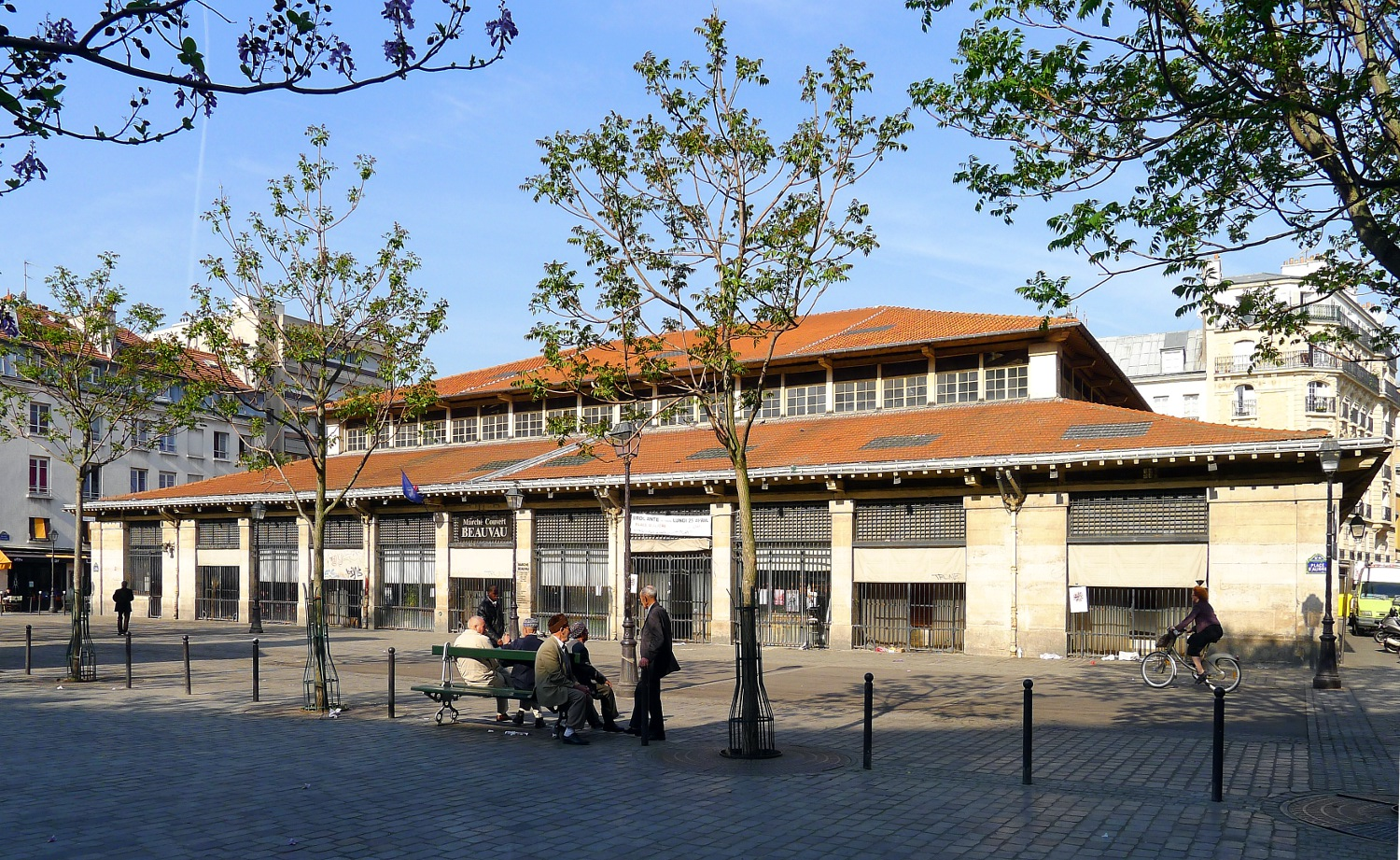
Mercado Beauvau, París ( Inscrito MH (1982))
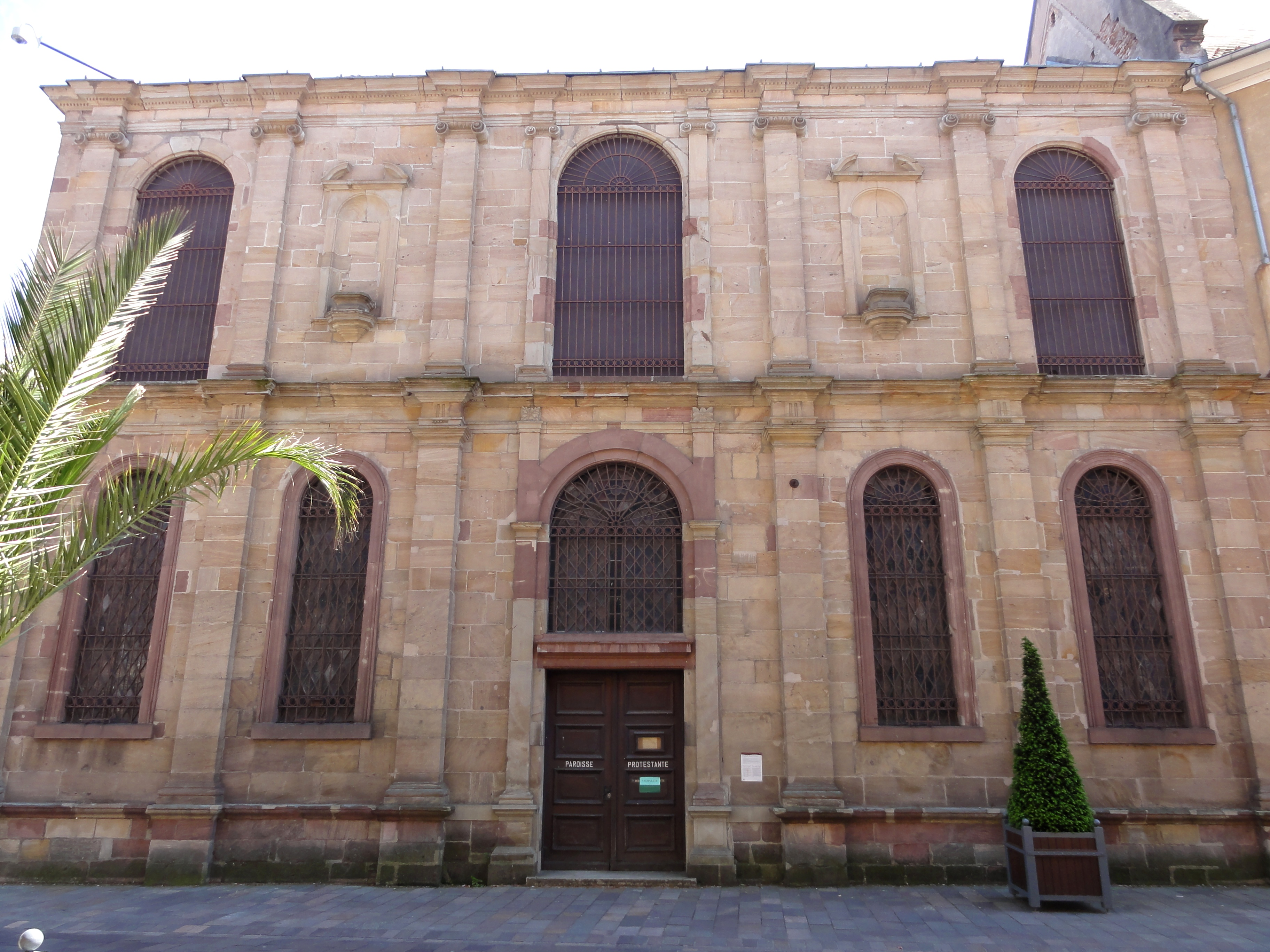
Capilla protestante, antigua iglesia del Collège de Jésuites (1690),  Ensisheim, Alto Rin
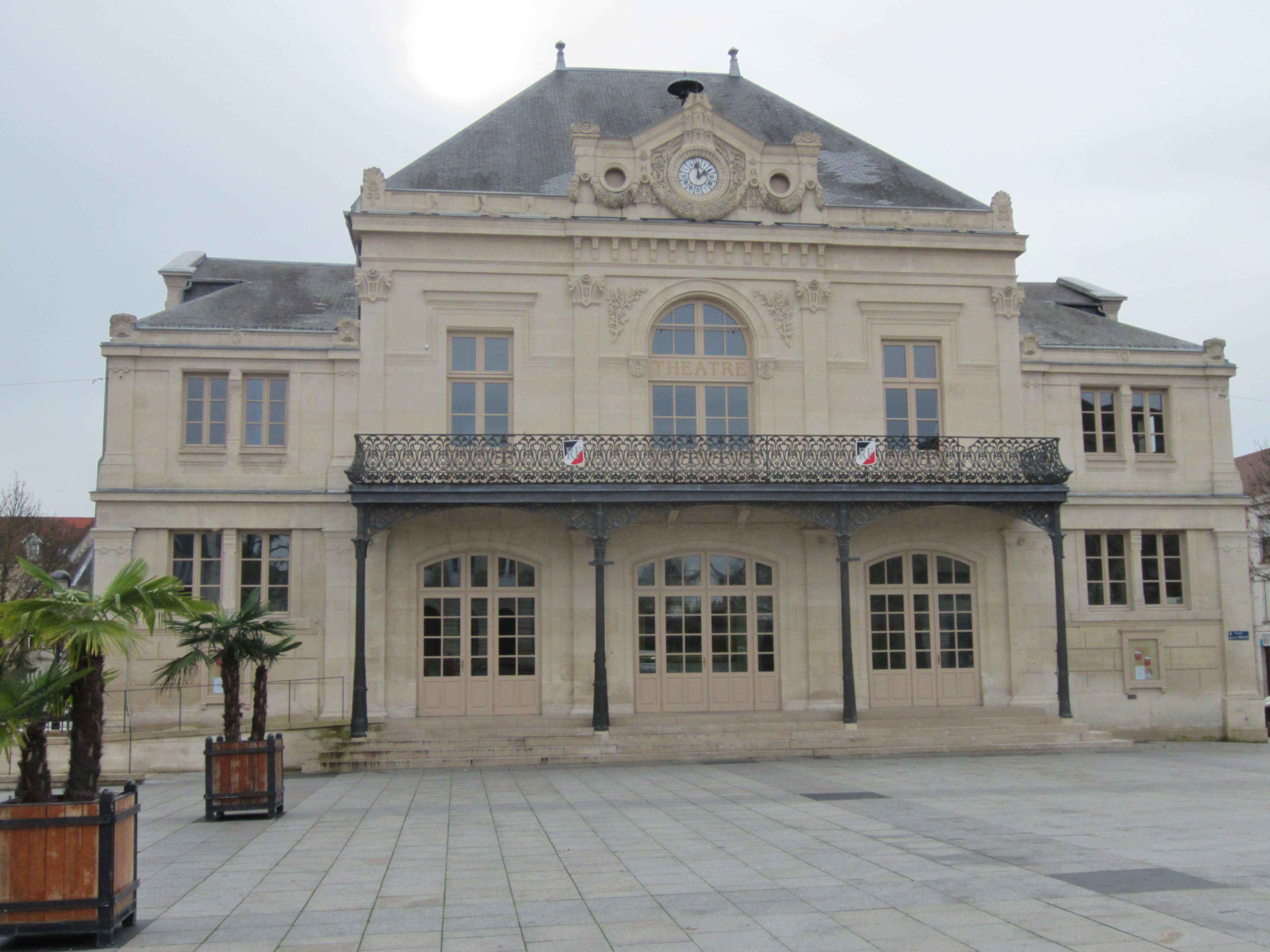
Teatro municipal de Saint-Dizier, transformado en 1861 a partir del almacén de trigo de Dubut.
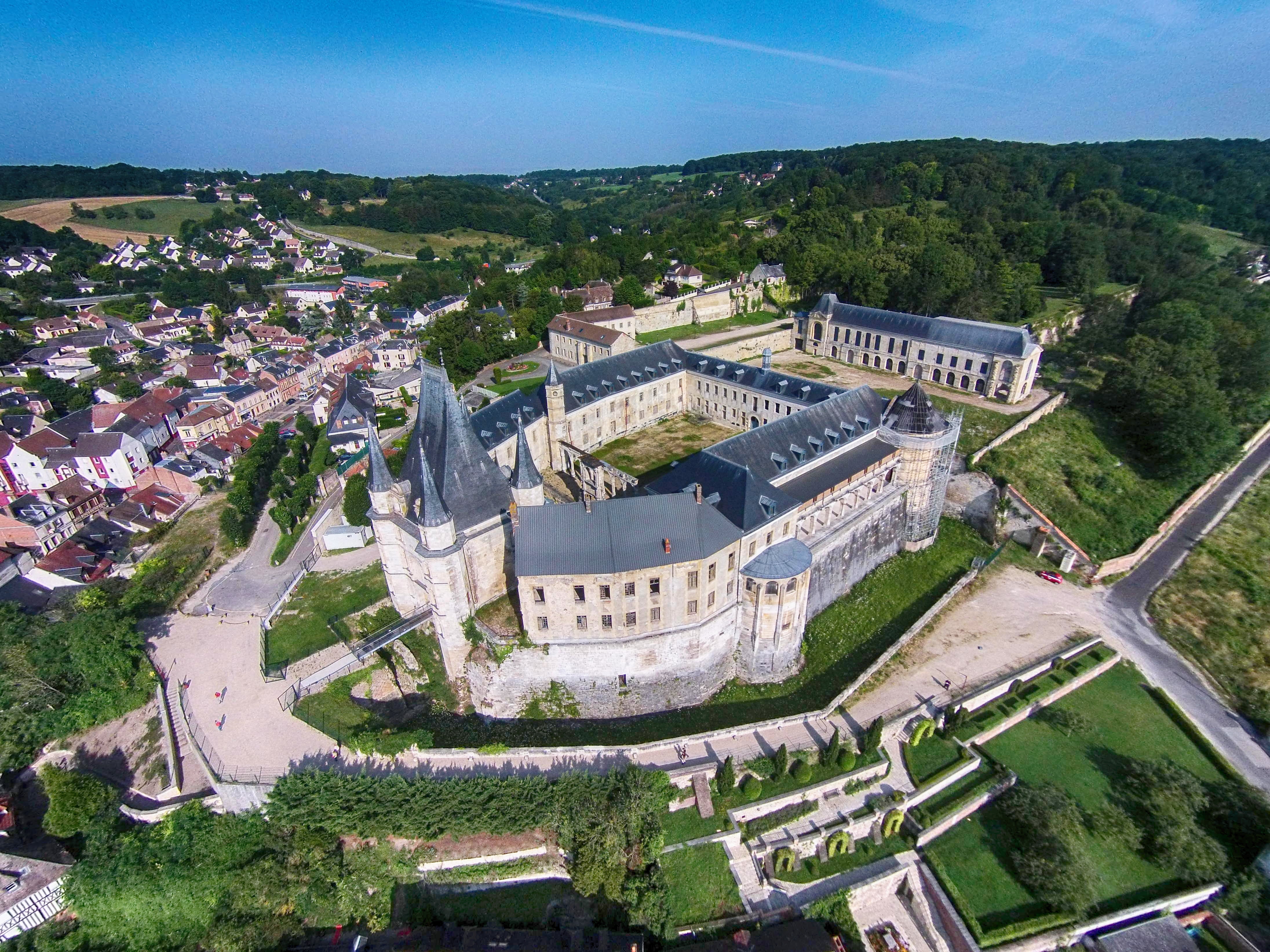
Transformación en 1812 del château Gaillon en prisión

## Distinciones
- Primera clase de la Orden de Santa Ana de Rusia (1879) (véase también Isidore Didion)

## Colección

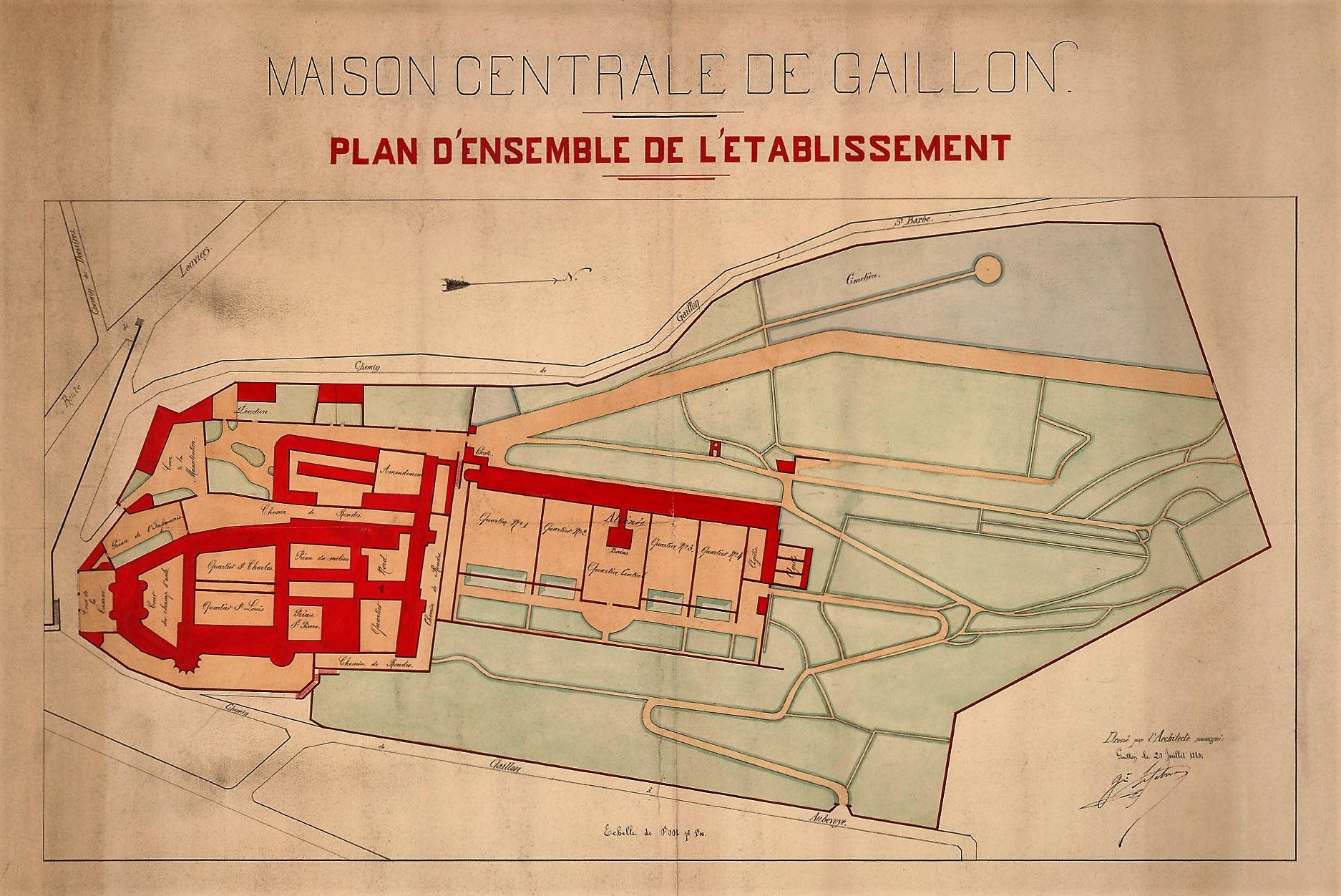
Planta de la casa central de Gaillon - 1812.

El interés del coleccionista Hippolyte Destailleur (1822-1893) se ha centrado en particular en un documento importante en la historia del Château de Gaillon.

## Publicaciones
Escribió y publicó varios libros:
- Almanach national: annuaire officiel de la République française pour ... présenté au Président de la République - Editor: Berger-Levrault et Cie (París) - Fecha de edición: 1879
- 099841908: Architecture civile. Maisons de ville et de campagne de toutes formes et de tous genres, projetées pour être construites sur des terreins de différentes grandeurs ; ouvrage utile à tous constructeurs et entrepreneurs, et à toutes personnes qui, ayant quelques connaissances en construction, veulent elles-mêmes diriger leurs bâtimens. Dédié a Monsieur Joseph-Benoît Suvée, peintre et directeur de l'école française des Beaux Arts à Rome, par L. A. Dubut, de Paris (ISNI : 0000 0000 7248 4412), architecte et pensionnaire de l'école française à Rome. /À Paris : de l'imprimerie de J.M. Eberhart , An XI (1803)
- 042748968 : Architecture civile : maisons de ville et de campagne de toutes formes et de tous genres, projetées pour être construites sur des terreins de différentes grandeurs : ouvrage utile à tous constructeurs et entrepreneurs, et à toutes personnes qui, ayant quelques connaissances en construction, veulent elles-mêmes diriger leurs bâtimens / par L.A. Dubut ... / En París: De l'imprimerie de J.M. Eberhart , an 11 (1803)
- 15743415X: Architecture civile [Texto impreso] : maisons de ville et de campagne de toutes formes et de tous genres, projetées pour être construites sur des terreins de différentes grandeurs : ouvrage utile à tous constructeurs et entrepreneurs, et à toutes personnes qui, ayant quelques connaissances en construction, veulent elles-mêmes diriger leurs bâtiments / par L. A. Dubut,... / À Paris : chez Mme Ve Jean , 1837
- 106705865: Le Temple de la pudicité (Rome), restauration exécutée en 1801 / Louis-Antoine Dubut / París: Firmin-Didot , 1879
- 089236874: Restauration du Temple de la pudicité / Dubut / París: [s.n.] , 1879
- 09051596X: Restaurations des monuments antiques par les architectes pensionnaires de l'Académie de France à Rome depuis 1788 jusqu'à nos jours, publiées avec les mémoires explicatifs des auteurs [Texto impreso] / par Dubut / par Coussin / Paris : Firmin-Didot , 1879
- Nouveau mémoire sur le projet de chemin de fer de Paris à Versailles, par Saint-Cloud et Ville-d'Avray, modifié et augmenté par L. A. Dubut,…, París, imprenta de Dondey-Dupré, 1836. In-4°, 15 p.[3]